# Nicola Conci (ciclista)
Nicola Conci (Trento, 5 gennaio 1997) è un ciclista su strada italiano che corre per l'XDS Astana Team; è professionista dal 2018.

## Carriera
In possesso di doti di scalatore, è in evidenza già nella categoria Juniores, vincendo tredici gare in due stagioni (sei nel 2014 e sette nel 2015) e vestendo in entrambe le annate la maglia azzurra ai campionati del mondo di categoria, in entrambi i casi con piazzamenti mondiali top 10 in linea. Nel 2016 debutta nella categoria Elite/Under-23 con la formazione trevigiana Zalf-Euromobil-Désirée-Fior; nella stagione seguente, in cui vince il Trofeo Città di San Vendemiano e il Gran Premio Sportivi di Poggiana validi per il calendario Europe Tour, è anche membro della Nazionale italiana Under-23 ai mondiali di Bergen.
Nel 2018, ingaggiato dalla formazione World Tour Trek-Segafredo, diventa ciclista professionista. Nel corso dello stesso anno partecipa al suo primo grande giro: viene infatti selezionato per la Vuelta a España, corsa da cui però si ritira dopo 15 tappe per riposare in vista delle ultime corse stagionali. Nel 2019 partecipa al suo primo Giro d'Italia, portandolo a termine; conclude inoltre quinto nella classifica generale dell'Adriatica Ionica Race.
Nel 2020 è quinto alla Settimana Internazionale di Coppi e Bartali, sesto alla Coppa Sabatini, e corre il suo secondo Giro d'Italia, anche in questo caso completandolo; viene anche selezionato dal CT Davide Cassani, seppur come riserva, per la prova in linea Elite dei mondiali di Imola. A fine 2021, dopo una stagione in cui non coglie risultati top 10 e in cui è a lungo fermo per sottoporsi a un'operazione all'arteria iliaca, lascia il team Trek-Segafredo per accasarsi al ProTeam italo-russo Gazprom-RusVelo.
A seguito dell'invasione russa dell'Ucraina e della decisione dell'UCI di ritirare lo status di UCI Team ai team russi e bielorussi, dal marzo 2022 la Gazprom-RusVelo è costretta alla sospensione delle attività; di conseguenza Conci partecipa alle gare italiane di primavera con la maglia della Nazionale italiana, dimostrando costanza di rendimento e cogliendo diversi piazzamenti top 10. Il 14 giugno 2022 firma con la formazione Development dell'Alpecin-Fenix: aggregato alla squadra Pro, esordisce al Giro di Slovenia ottenendo il terzo posto nella tappa di Celje e chiudendo la corsa al sesto posto.

## Palmarès
- 2014 (Juniores, sei vittorie)[2]

Gran Premio Moreno Motor Company
Brescia-Montemagno
Cittadella Colli Alti
Trofeo Bottecchia
Sandrigo-Monte Corno
Pinerolo-Sestriere
- 2015 (Juniores, sette vittorie)[3]

Gran Premio OMVA
Cronoscalata Firenze-Fiesole (cronometro)
Cittadella Colli Alti
Classifica generale Tre Giorni Orobica
Sandrigo-Monte Corno
Trofeo Emilio Paganessi
2ª tappa Giro della Lunigiana (Fosdinovo > Fosdinovo)
- 2017 (Zalf-Fior, due vittorie)[5]

Trofeo Città di San Vendemiano
Gran Premio Sportivi di Poggiana

## Piazzamenti

### Grandi Giri
- Giro d'Italia

2019: 63º
2020: 52º
2023: non partito (7ª tappa)
2024: 23º
2025: 56º
- Vuelta a España

2018: non partito (16ª tappa)

### Classiche monumento
- Milano-Sanremo

2020: 84º
2021: 104º
- Liegi-Bastogne-Liegi

2019: 61º
2021: 45º
2025: 49º
- Giro di Lombardia

2018: 37º
2020: 38º
2023: 60º
2024: 92º

### Competizioni mondiali
- Campionati del mondo

Ponferrada 2014 - In linea Junior: 61º
Richmond 2015 - Cronometro Junior: 33º
Richmond 2015 - In linea Junior: 6º
Bergen 2017 - In linea Under-23: 60º
Wollongong 2022 - In linea Elite: 33º